# Lepidozygus
Lepidozygus is een monotypisch geslacht van straalvinnige vissen uit de familie van rifbaarzen of koraaljuffertjes (Pomacentridae). Het geslacht is voor het eerst wetenschappelijk beschreven in 1862 door Guenther.

## Soort
- Lepidozygus tapeinosoma (Bleeker, 1856)